# Медицински папирус Честера Битија
Медицински папирус Честера Битија (такође познат као папирус Честер Бити VI) - датиран је у Ново Краљевство (око 1570. - око 1069. п. н. е.), а посебно око 1200. године пре нове ере. Фрагмент папируса о болестима ануса и магијским инкантијама против главобоље. Чува се у Британском музеју под инвентарнским бројем ЕА10686.1,  од 1930. године након што га је поклонио сер Честер Бити,  и није јавно изложен.
Генерално, иако папирусни свитак није комплетан, оне странице које постоје су у веома читљивом стању. Скоро сви текстови су на задњој страни, док је предња страна скоро празна. Према проценама претпоставља се да је цео свитак (ако је комплетан)  био дугачак око 1,35 метара, а висок 21 сантиметар.
Тачно порекло папируса Честера Битија  је непознато, јер је као и многи древни египатски текстови пореклом са тржишта антиквитета, па се готово ништа не зна о околностима њиховог проналаска и њиховог порекла.

## Опште информације
Текст медицинског папируса Честера Битија написан је демотичким писмом и јасним рукописом са хијератиком. Велики део говори о магијским инкантијама против неидентификованих болести.
Спада међу најстарије расправе у историји медицине, о аноректалној болести (која погађа анус и ректум).
Папирус прописује канабис као ефикасан лек против болова за оно што изгледа као колоректални рак, као и за главобоље; чиме је ово дело постало рани пример медицинског канабиса који се преписује пацијентима са раком, пре Херодотовог помињања употребе канабиса од стране Скита као рекреативног халуциногена у његовим Историјама (5. век пре нове ере), што се генерално сматра најстаријим помињањем лека.
Након детаљније анализе и истраживања средства поменутим у папирусу Честер Битија утврђено је да је око 48% лекова ефикасно (иако не увек за болести поменуте у папирусу). На пример, мед има антибактеријски и дезинфекциони ефекат, или цимет који може помоћи код поленске грознице, болова у грудима, гљивичне инфекције и висок крвни притисак. Како није испитано 25% ресурса њихова ефикасност мора бити испитана, јер ови агенси још увек нису правилно идентификовани.